# Ignatius Maaß
Ignatius Maaß OSB (* 1957 in Elm-Sprengen, geboren als Michael Maaß) ist ein deutscher Benediktinermönch und Abt der Benediktinerabtei St. Matthias in Trier.

## Leben
Nach dem Studium der Theologie und Philosophie an der Theologischen Fakultät Trier und der Ludwig-Maximilians-Universität München empfing er 1984 die Priesterweihe im Hohen Dom zu Trier. Anschließend war er Kaplan in der Pfarrei Heiligkreuz und St. Maternus in Trier. 1987 trat er dann in die Benediktinerabtei St. Matthias ein, wo er 1988 seine Profess ablegte. Von 1989 bis 2000 wirkte er innerhalb des Konvents als Cellerar und in der Exerzitienarbeit als geistlicher Begleiter. Nachdem er anschließend eineinhalb Jahre als Subprior und Seelsorger auf der Huysburg verbracht hatte, war er von September 2002 bis August 2005 Pfarrer der Pfarrei St. Matthias in Trier. Am 23. August 2005 wurde er als Nachfolger von Ansgar Schmidt vom Konvent zum Abt von St. Matthias gewählt, zuletzt am 17. August 2021; das Amt wird in St. Matthias immer auf acht Jahre übertragen.
Daneben ist er auch als Magister für die Einführung und Ausbildung neuer Brüder innerhalb des Konvents tätig.